# 山崎高哉
山崎 高哉（やまざき たかや、1940年 - 2024年8月12日）は、教育学者、京都大学名誉教授、大阪総合保育大学学長。
奈良県生まれ。1967年京都大学大学院教育学研究科博士課程満期退学。1994年「ケルシェンシュタイナー教育学の特質と意義」で教育学博士。天理大学講師、富山大学教育学部講師、助教授、1988年京都大学教育学部助教授、教育学研究科教授、2003年定年退官、名誉教授、佛教大学教育学部教授、2006退官後、大阪総合保育大学初代学長に就任する。2018年3月で任期を終える。2024年8月12日死去。叙従四位、瑞宝中綬章追贈。
弟子に片山勝茂、弘田陽介、平松隆円、増田翼らがいる。

## 著書
- 『ケルシェンシュタイナー教育学の特質と意義』玉川大学出版部 1993

### 共編著
- 『人間の生涯と教育の課題 新自然主義の教育学試論』和田修二共編 昭和堂 1988
- 『応答する教育哲学』編 ナカニシヤ出版 2003
- 『教育学への誘い』編著  ナカニシヤ出版　2004
- 『基礎教育学』江原武一共編著 放送大学教育振興会 2007
- 『日中教育学対話』全3巻　労凱声共編 春風社 2008-10

### 翻訳
- M.J.ランゲフェルト, H.ダンナー『意味への教育 学的方法論と人間学的基礎』監訳 玉川大学出版部 1989
- ヴォルフガング・ブレツィンカ『価値多様化時代の教育』岡田渥美共監訳 玉川大学出版部 1992

## 論文
- Cinii

## 注
1. ↑  『日中教育学対話』著者紹介
2. ↑  『官報』第1309号、令和6年9月19日